# Big Salmon River (Yukon River)
Der Big Salmon River (englisch für „großer Lachsfluss“) ist ein 219 km langer rechter Nebenfluss des Yukon River im Yukon-Territorium in Kanada.

## Flusslauf
Er fließt durch die traditionellen Siedlungsgebiete der First Nations der Teslin Tlingit, der Kaska-Dena und der Little Salmon Carmacks. Er hat seinen Ursprung im Big Salmon Lake. Oberhalb diesem liegen noch die Seen Quiet Lake und Sandy Lake. Der Fluss zwängt sich durch das Bergland in nordwestlicher Richtung. Westlich des Flusslaufs liegt die Big Salmon Range, östlich befinden sich die Pelly Mountains. Die größten Nebenflüsse sind der South Big Salmon River und der North Big Salmon River. Bei Flusskilometer 208,5 (⊙) ist der Fluss auf seiner gesamten Breite durch Baumstämme blockiert (sog. Log Jams). Im Bereich von Flusskilometer 15 (15 km vor seiner Einmündung in den Yukon River), sucht sich der Big Salmon River einen neuen Flussverlauf. Dort hat sich ein großes Delta gebildet, weil der ehemalige Verlauf versperrt ist. 
Der frühere Handelsposten Big Salmon Village lag am Zusammenfluss von Big Salmon River und Yukon River.

## Ökologie
Die Schwarzfichte ist die vorherrschende Baumart im Einzugsgebiet des Big Salmon River. Die Tierwelt ist sehr umfangreich. Elche, Bären, Wölfe und Adler sind in großer Zahl zu beobachten.

## Erholung
Der Big Salmon River ist ein mittelgroßer Wildnis-Wanderfluss. Es werden zweiwöchige Kanutouren vom Quiet Lake, der über die South Canol Road erreichbar ist, den Big Salmon River und weitere 120 km den Yukon River hinab nach Carmacks angeboten. Der Schwierigkeitsgrad der Wildwasserstrecken liegt bei I-II. Der Fluss ist für Paddelanfänger nicht geeignet.